# Golden Greats
Golden Greats è il secondo album in studio da solista del cantautore inglese Ian Brown (ex The Stone Roses), pubblicato nel 1999.

## Tracce
1. Gettin' High – 4:01
2. Love Like a Fountain – 5:14
3. Free My Way – 4:19
4. Set My Baby Free – 4:26
5. So Many Soldiers – 5:16
6. Golden Gaze – 3:56
7. Dolphins Were Monkeys – 5:06
8. Neptune – 3:32
9. First World – 5:07
10. Babasónicos – 4:05